# Excelsior AC Roubaix

Logo des Excelsior Roubaix

Der Excelsior Athlétic Club de Roubaix (kurz EAC) war ein französischer Fußballverein aus Roubaix, einer Stadt im französischen Département Nord, unmittelbar an der Grenze zu Belgien gelegen.
Gegründet wurde er 1928 durch die Fusion von FC Roubaix und Excelsior Club Tourcoing (Tourcoing grenzt unmittelbar an Roubaix). Unter dem Namen EAC spielte er 1928–1945 und 1970–1977.
Die Vereinsfarben waren Schwarz und Weiß; die Ligamannschaft spielte im 1927 neu errichteten Stade Amédée-Prouvost, ab etwa 1980 im berühmten Radstadion (Parc des Sports) von Roubaix, die letzten Jahre im Stade Dubrule-Verriest.

## Geschichte

### Rasanter Aufstieg...
Excelsior genoss von Anfang an die Unterstützung zweier Unternehmen aus dem Kohlerevier, so dass talentierte wie namhafte Spieler, insbesondere auch aus dem Ausland, ihren Weg nach Roubaix fanden und den „Emporkömmling“ zu einem ernst zu nehmenden Gegner für den „Platzhirschen“ Racing Club Roubaix werden ließen. So wurde nur der EAC in die 1932 eingeführte oberste Profiliga (Division 1) aufgenommen, und in derselben Saison gelang dem jungen Verein auf Anhieb der Einzug in das französische Pokalfinale. Der Endspielgegner hieß... RC Roubaix, der bereits im Vorjahr nur knapp im Endspiel gescheitert war. Halb Roubaix machte sich nach Paris auf, um dieses Lokalderby zu verfolgen; am Ende hatte Excelsior mit 3:1 die Nase vorn und so die fußballerische Vorherrschaft in der Stadt endgültig übernommen. Dies hielt bis zur deutschen Besetzung Frankreichs an; in der D1 allerdings riss man keine Bäume aus und landete nie weiter vorne als auf Platz 5.

### ...und jähes Ende
Nach der Befreiung des Landes standen andere Fragen als der sportliche Konkurrenzkampf auf der politischen Agenda. Deshalb beschlossen die Vereinsspitzen von Excelsior AC, Racing Club Roubaix, US Tourcoing und US Roubaix eine Konzentration der fußballerischen Kräfte und formten 1945 gemeinsam den Großverein Club Olympique Roubaix-Tourcoing (CORT), der 1947 überraschend französischer Meister wurde. Nach dessen Auflösung (1970) entstand Excelsior von Neuem. Eine weitere Fusion (1977) führte zur Namensänderung in Roubaix Football; diesem Verein gelang 1983 noch einmal der Aufstieg in die 2. Liga (D2) – aber nur für eine Saison. 1990 kam es zum Zusammenschluss mit Stade Roubaisien, in dem zwischenzeitlich der ebenfalls wiedergegründete Vorkriegsrivale RC Roubaix aufgegangen war, unter dem Namen Stade Club Olympique de Roubaix (SCOR). Zum Jahreswechsel 1995/1996 wurde dieser Verein liquidiert, konnte nicht einmal mehr die laufende Saison in der 3. Liga beenden. So verlief der wirtschaftliche Niedergang der industriell geprägten Region mit dem sportlichen Abstieg zweier nationaler Pokalüberraschungen (Excelsior AC, Racing) und eines Meisterklubs (CORT) nahezu parallel.

## Ligazugehörigkeit
Profistatus hatte Excelsior AC Roubaix von 1932 bis 1945; erstklassig (Division 1, seit 2002 in Ligue 1 umbenannt) spielte der Klub 1932–1940, 1942/43 und 1944/45.

## Erfolge
- Französischer Meister: Fehlanzeige, beste Platzierung war Tabellenrang 5 (1933/34)
- Französischer Pokalsieger: 1933

## Bekannte Spieler (1930–1945)
- Französische Nationalspieler Die Zahl der Länderspiele für EAC Roubaix und der Zeitraum dieser internationalen Einsätze sind in Klammern angegeben
  - Célestin Delmer (5, 1933–1934) vorher 6 Länderspiele für einen anderen Verein
  - Marcel Desrousseaux (2, 1935–1937)
  - Jean Gautheroux (1, 1936)
  - Henri Hiltl (1, 1944) (vorher je 1 Länderspiel für einen anderen Verein und für Österreich; s. u.)
  - Marcel Langiller (17, 1930–1933, erzielte dabei 5 Tore, u. a. bei der WM 1930) vorher 7, nachher 6 weitere Länderspiele für zwei andere Vereine
  - Noël Liétaer (7, 1933–1934)
  - Jean Sécember (1, 1935)
- Ausländische Nationalspieler
  - aus Schottland: David Bartlett, John Donoghue, John Baker Muir und Alexander McLennan
  - aus Österreich: Heinrich Hiltl, Adolf Vogl, Robert Pavlicek
  - aus Belgien: Gaston Plovie
  - aus Ungarn: Jenő Kalmár
  - aus Jugoslawien: Ivan Petrak
  - der argentinischstämmige Helenio Herrera (später auch Franzose)